# مقاطعة وارن (أوهايو)
مقاطعة وارن (بالإنجليزية: Warren County)‏ هي إحدى مقاطعات ولاية أوهايو في الولايات المتحدة الأمريكية.

## أعلام
- هارون هارلان
- رالف بي لوي